# Cot (marque de boisson)
Pour les articles homonymes, voir Cot.
 (novembre 2020).
Si vous disposez d'ouvrages ou d'articles de référence ou si vous connaissez des sites web de qualité traitant du thème abordé ici, merci de compléter l'article en donnant les références utiles à sa vérifiabilité et en les liant à la section « Notes et références ».
Cot, acronyme de Chan-Ou-Teung, est une marque de limonade gazeuse produite par la Société à responsabilité limitée réunionnaise Chan-Ou-Teung (Ets) établie à Saint-Louis.

## Historique
- En 1949, M. Joseph CHAN-OU-TEUNG installe une petite fabrique artisanale dans la cour de son épicerie dans le centre-ville de Saint Louis.

Une salle de 5x6 m est aménagée, dans laquelle est positionnée un petit appareil en un seul bloc : mélangeur eau/CO2et remplisseuse de bouteilles.
A cette époque, il n’y avait pas encore d’électricité de force motrice. Donc tout se réalise à la main : lavage des bouteilles, dosage du sirop aromatisé, le remplissage en eau gazéifiée et le bouchage (capsule couronne). 
La vente s’effectue en camions en « vente à la chine », de porte à porte, de maison en maison, vente en douzaine et demi (au Port, une douzaine = 24 bout. !)
- 1960-61 : première laveuse de bouteille semi-automatique
- 1963-64 : Reprise en occasion d’une petite soutireuse semi-automatique (cadence 1500 bout./h)
- 1970 : installation d’une ligne complète automatisée (cadence 6000 bout./h en 33cl) :
- laveuse soutireuse - saturateur - étiqueteuse - chaudière à vapeur
- 1974 : compte tenu de l'activité grandissante, transfert de l’unité de production dans la « zone industrielle » Bel-Air de Saint-Louis à l’adresse actuelle du siège social
- Fabrication sur place de la 1re bouteille de limonade en PVC pouvant résister à la pression du gaz carbonique (première mondiale)
- 1985 : Adoption de la bouteille PET pour ces qualités de transparence, de légèreté et de résistance aux chocs
- 1993 : installation d’une ligne de conditionnement boites aluminium (la seule de la Réunion aujourd’hui)
- Fin 2004 : lancement de la 1re limonade 100% sans sucre 100% locale, COT LIGHT
- Fin 2006 : lancement de la 1re limonade 100% pulpe locale, COT PULP Letchis
- 05/2009 : lancement de la COT PULP GOYAVIERS à base de pulpe locale
- 05/2010 : lancement de la COT PULP EXOTIC
- 10/2011 : lancement de la COT COLA PULP TAMARIN, « un cola ek un ti gout de tamarin »
- 10/2015 : lancement du COT CURCUMA CITRON